# لینک زنجیره ای (بلاک چین)
Chainlink یک شبکه اوراکل بلاک چین غیرمتمرکز است که بر روی اتریوم ساخته شده است. این شبکه برای تسهیل انتقال داده های ضد دستکاری از منابع خارج از زنجیره به قراردادهای هوشمند درون زنجیره ای در نظر گرفته شده است. سازندگان آن ادعا می‌کنند که می‌توان از آن برای بررسی اینکه آیا پارامترهای یک قرارداد هوشمند به روشی مستقل از هر یک از ذینفعان قرارداد با اتصال مستقیم قرارداد به داده‌ها، رویدادها، پرداخت‌ها و سایر ورودی‌های دنیای واقعی، برآورده می‌شوند یا خیر، استفاده کرد.

## تاریخ
Chainlink در سال 2017 توسط سرگئی نظروف و استیو الیس، ایجاد شد که در همان سال با استاد دانشگاه کرنل، آری جولز، مقاله سفیدی را برای معرفی پروتکل و شبکه Chainlink نوشتند.  Chainlink به عنوان یک "پل" بین بلاک چین و محیط های خارج از زنجیره عمل می کند. این شبکه که قراردادهای هوشمند را ارائه می دهد، به طور رسمی در سال 2019 راه اندازی شد. 
در سال 2018، Chainlink  را Town Crier کامل کرد، اوراکل بلاک چین مبتنی بر محیط اجرایی قابل اعتماد که جولز نیز روی آن کار کرد. Town Crier بلاک چین اتریوم را با منابع وب که از HTTPS استفاده می کنند متصل می کند. 
علامت تجاری Chainlink در 12 مارس 2019 در جزایر کیمن ثبت شد، شرکت ایجاد شده Smartcontract Chainlink Sezc, Ltd.
در سال 2020، Chainlink DECO، یک پروژه Cornell که توسط Juels ایجاد شد، کامل کرد. DECO توسط نویسندگانش به عنوان پروتکلی توصیف می‌شود که از شواهد دانش صفر استفاده می‌کند تا به کاربران اجازه دهد بدون افشای اطلاعات حساس مانند تاریخ تولد، صحت اطلاعات را برای یک اوراکل بلاک چین ثابت کنند. Chainlink دومین مقاله سفید را در آوریل 2021 منتشر کرد. آن مقاله، Chainlink 2.0: مراحل بعدی تکامل شبکه‌های غیرمتمرکز اوراکل ، چشم‌اندازی را برای گسترش نقش و قابلیت‌های شبکه‌های غیرمتمرکز اوراکل برای گنجاندن قراردادهای هوشمند ترکیبی، که از کدهای درون زنجیره‌ای و خدمات خارج از زنجیره ارائه شده توسط شبکه‌های اوراکل استفاده می‌کنند، شرح داد. 

## فناوری

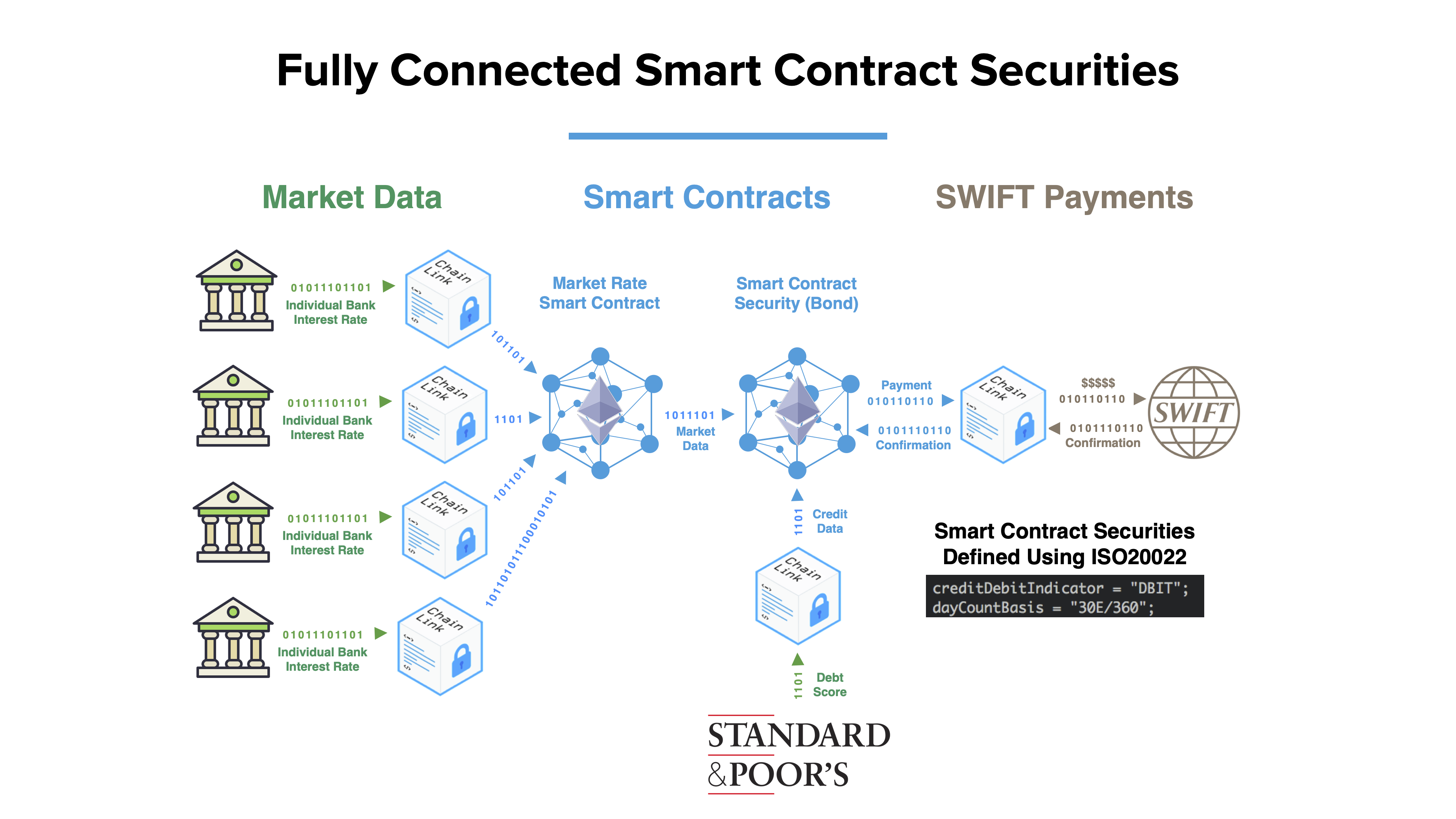
نمایش تصویری از "معماری پیوند هوشمند" Chainlink

شبکه اوراکل غیرمتمرکز Chainlink یک زیرساخت فناوری منبع باز است که به هر بلاک چین اجازه می دهد تا به طور ایمن به داده های خارج از زنجیره و منابع محاسباتی متصل شود. گره های شبکه برای اجرای قراردادهای هوشمند، داده ها را از منابع متعدد بر روی بلاک چین واکشی، اعتبارسنجی و تحویل می دهند. 
علاوه بر انتقال اطلاعات خارجی به یک بلاک چین، Chainlink همچنین می تواند برای چندین تابع محاسباتی خارج از زنجیره مختلف، از جمله یک تابع تصادفی قابل تایید (VRF) و فیدهای داده استفاده شود. از فیدهای داده برای آوردن داده های انتخابات در زنجیره استفاده شده است. 
VRF Chainlink را می توان برای تولید اعداد تصادفی استفاده کرد که می تواند در بازی های غیرمتمرکز استفاده شود. ZDNet گزارش داد که قابلیت تأیید تولید اعداد تصادفی تضمین می کند که نتایج درون بازی ضد دستکاری هستند. 

## رمزپیوند
اپراتورهای گره با ارز دیجیتال بومی شبکه، LINK جبران می شوند. توکن LINK Chainlink یک توکن ERC677 است که پسوند ERC-20 است. تمام توکن‌های LINK توسط صادرکننده مرکزی پیش‌فرض شده و تا حد زیادی پنهان شده‌اند. بخشی از عرضه توکن از پیش استخراج شده برای فروش به خریداران خرده فروشی در یک عرضه اولیه سکه (ICO) بحث برانگیز و از نظر قانونی مبهم ارائه شد. توکن‌ها به‌عنوان محموله‌های داده عمل می‌کنند و داده‌های مورد نیاز را از منابع خارج از زنجیره به قراردادهای هوشمند تغذیه می‌کنند، که سپس در پاسخ به داده‌های ارائه‌شده توسط توکن، مطابق با آن عمل می‌کنند. به گفته Chainlink، ارزش تجاری به دست آمده از این توکن ها برای پرداخت به اپراتورهای گره برای بازیابی داده ها از قراردادهای هوشمند و همچنین برای سپرده گذاری توسط اپراتورهای گره که توسط سازندگان قرارداد مورد نیاز است، استفاده می شود. توکن ها را می توان در هر کیف پول ERC-20 ذخیره کرد، زیرا توکن ERC677 تمام قابلیت های یک توکن ERC-20 را حفظ می کند. 